# Astragalus moencoppensis
Astragalus moencoppensis är en ärtväxtart som beskrevs av Marcus Eugene Jones. Astragalus moencoppensis ingår i släktet vedlar, och familjen ärtväxter. Inga underarter finns listade i Catalogue of Life.